# Форт Џенингс (Охајо)
Форт Џенингс (енгл. Fort Jennings) град је у америчкој савезној држави Охајо.

## Демографија
По попису из 2010. године број становника је 485, што је 53 (12,3%) становника више него 2000. године.
| Група             | 2000.       | 2010.       |
| Белци             | 431 (99,8%) | 481 (99,2%) |
| Афроамериканци    | 1 (0,2%)    | 0 (0,0%)    |
| Азијати           | 0 (0,0%)    | 4 (0,8%)    |
| Хиспаноамериканци | 0 (0,0%)    | 0 (0,0%)    |
| Укупно            | 432         | 485         |